# 高尔高海维兹
高尔高海维兹，是匈牙利佩斯州所辖的一个村。总面积31.18平方公里，总人口2535，人口密度81.3人/平方公里（2011年1月1日）。